# Katz
Katz var en svensk discogrupp, bestående av Gunilla Backman och Harriette Johnsson, som under 1980-talet släppte ett album (Female of the Species, 1986) och hade några hits med singlarna One Touch Too Much och Loving You Is All I Know (båda 1985). Den senare spelades in på nytt 1988 av Lili & Susie.
Vissa av låtarna från detta album hade först getts ut med Annica Boller.